# João Carvalho da Silva Aguiar
João Carvalho da Silva Aguiar era um paulista, filho de Manuel Carvalho de Aguiar e Potência Leite.
Foi indicado pelo Capitão-General Artur de Sá e Menezes, em fevereiro de 1700, para acompanhar o Sargento-Mor Manuel Lopes de Medeiros às Minas dos Cataguazes, para examinar certas minas que se diziam de prata naquele distrito.